# Гиньи, Шарль-Этьен
Шарль Этьен Гиньи (фр. Charles Étienne Ghigny; 1771 — 1844) — французский, нидерландский и бельгийский военный деятель, генерал-лейтенант нидерландской службы (1826 год), участник революционных и наполеоновских войн.

## Биография
Родился в семье кузнеца Этьена Гиньи и его супруги Марии Сежер. В 1789 году вступил волонтёром в драгуны бельгийского Легиона на австрийской службе, произведён последовательно в бригадиры, вахмистры и младшие лейтенанты. В 1792 года перешёл на французскую службу, 1 октября 1792 года – капитан, 6 февраля 1793 года – командир эскадрона 17-го конно-егерского полка, служил в Северной армии, 5 ноября 1794 года переведён во 2-й гусарский полк с назначением в Самбро-Маасскую армию, сражался под началом генералов Гоша и Журдана, в 1797 году отличился под командой генерала Нея при переходе через Рейн, где во главе 2-х эскадронов атаковал австрийский батальон, подкреплённый двумя эскадронами кирасир, опрокинул их и захватил два орудия.
29 октября 1803 года – майор 1-го гусарского полка, с 1803 по 1805 год служил в Армии Ганновера, в 1808 году – в Наблюдательном корпусе Эльбы маршала Келлермана, в 1809 году – в Армии Берегов Океана генерала Вандама и Северной армии маршала Бернадотта, в 1810-1811 годах воевал в Португалии и Испании, 14 октября 1811 года произведён в полковники, командир 12-го конно-егерского полка. Принимал участие в Русской кампании, 24 июня 1812 года перешёл Неман в составе 2-й дивизии лёгкой кавалерии генерала Пажоля 2-го резервного кавалерийского корпуса генерала Монбрена. Сражался при Смоленске, 8 августа был ранен при Рудне, в результате гибели в Бородинском сражении полковника Матьё Дезира, возглавил бригаду лёгкой кавалерии. После захвата Москвы, действовал в окрестностях столицы в составе авангарда принца Мюрата, был вновь ранен 18 октября при Винково. При отступлении Великой Армии сражался при Красном и Березине. Участвовал в Саксонской и Французской кампаниях 1813-1814 годов, сражался при Коннерне, Кацбахе, Лейпциге и Бар-сюр-Обе.
После первой реставрации Бурбонов вышел 11 февраля 1815 года в отставку и 27 марта того-же года вступил на Нидерландскую службу с чином полковника, 21 апреля 1815 года – генерал-майор, участвовал в Бельгийской кампании, отличился в сражении при Ватерлоо, где командовал 1-й бригадой лёгкой кавалерии в составе Нидерландской кавалерийской дивизии генерал-лейтенанта барона де Коллера и потерял лошадь, убитую под ним. В 1819 году – командующий 5-го военного округа, в 1824 году – военный губернатор провинции Льеж, 20 декабря 1826 года – генерал-лейтенант, во время революции 1830 года исполнял обязанности губернатора Гента, 4 января 1831 года вышел в отставку. 15 февраля 1831 года принят на Бельгийскую службу с чином дивизионного генерала, 3 июля 1835 года вышел в отставку. Умер 1 декабря 1844 года в Моленбек-Сен-Жане в возрасте 73 лет.

## Воинские звания
- Бригадир австрийской службы;
- Вахмистр австрийской службы;
- Младший лейтенант австрийской службы;
- Капитан французской службы (1 октября 1792 года);
- Командир эскадрона французской службы (6 февраля 1793 года);
- Майор французской службы (29 октября 1803 года);
- Полковник французской службы (14 октября 1811 года);
- Генерал-майор нидерландской службы (21 апреля 1815 года);
- Генерал-лейтенант нидерландской службы (20 декабря 1826 года).
- Переименован в дивизионные генералы на бельгийской службе (15 февраля 1831 года).

## Титулы
- Барон Гиньи и Империи (фр. baron Ghigny et de l'Empire; декрет от 28 сентября 1813 года, патент не подтверждён)[1].

## Награды
- Легионер ордена Почётного легиона (25 марта 1804 года);
- Офицер ордена Почётного легиона (21 июня 1813 года);
- Коммандан ордена Почётного легиона (3 апреля 1814 года);
- Кавалер Военного ордена Святого Людовика (1814 год)
- Кавалер нидерландского Военного ордена Вильгельма (1815 год);
- Кавалер бельгийского ордена Леопольда I (9 июля 1837 года).